# Hundebiss

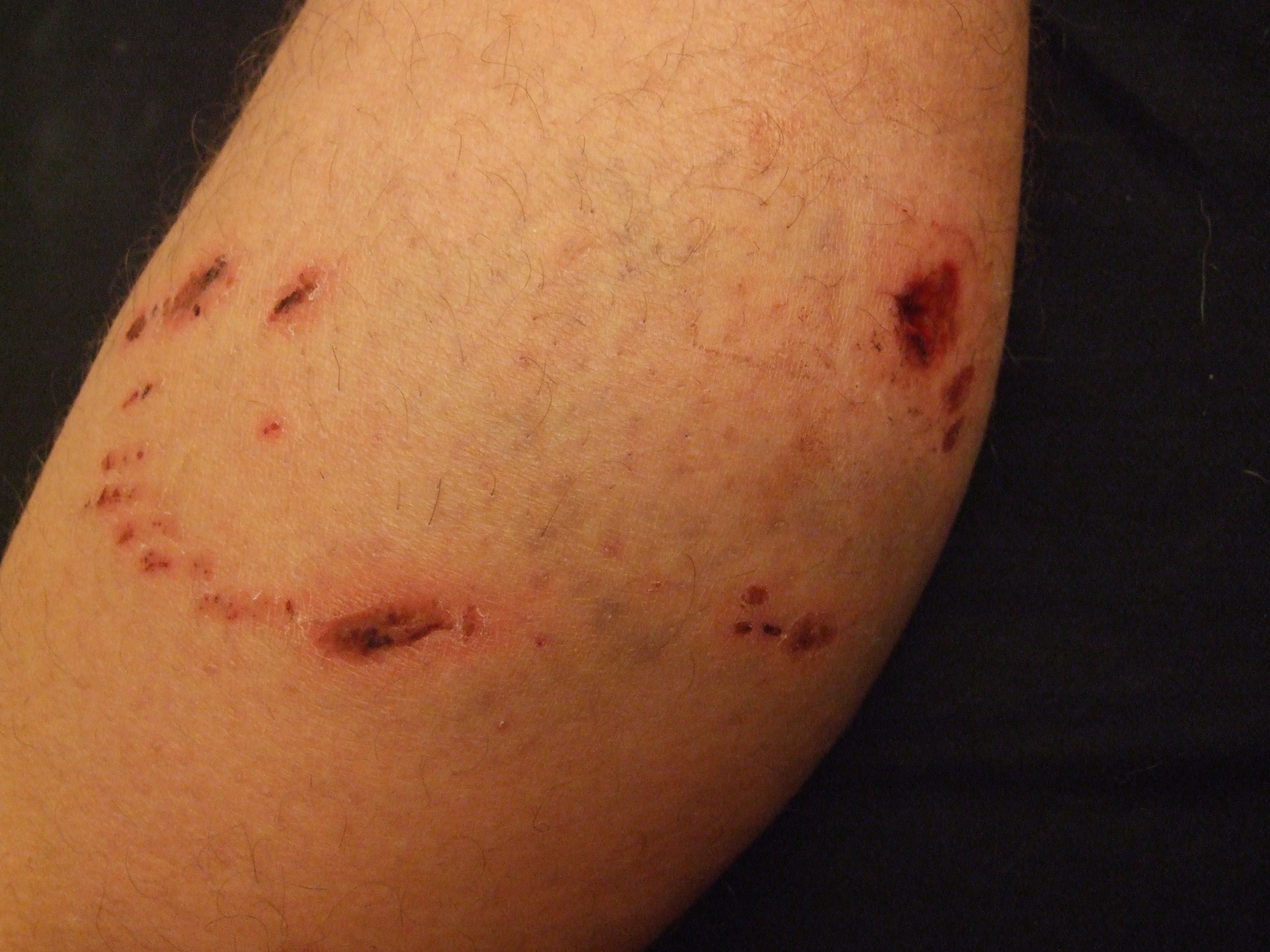
Hundebiss nach drei Tagen

Ein Hundebiss ist eine durch den Biss eines Haushunds verursachte Verletzung eines Menschen oder anderen Tieres, die in der Medizin, der Veterinärmedizin und der Rechtsprechung eine Rolle spielt. Ein Hundebiss muss wegen der Gefahr einer Wundinfektion immer sofort ärztlich versorgt werden.

## Ursachen und Vermeidung von Hundebissen

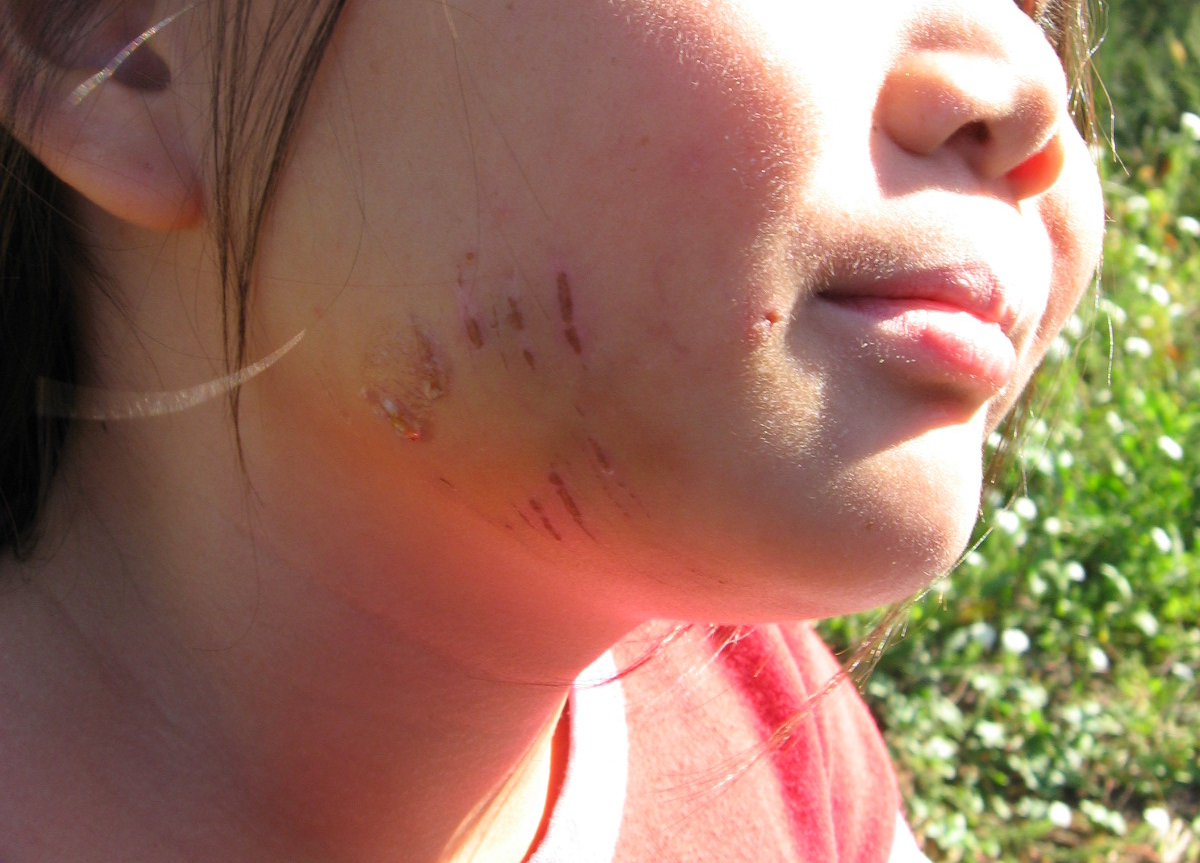
Hundebiss bei einem Mädchen

Verhaltensbiologische Grundlage für das Beißen eines Hundes sind das Aggressions- und Jagdverhalten. Beim Aggressionsverhalten ist zwischen offensiver Aggression (Angriff) und defensiver Aggression (Abwehrbeißen) zu unterscheiden. Der überwiegende Teil aggressiver Reaktionen beim Hund geschieht aus Angst.
Die meisten Bissverletzungen durch Hunde entstehen im familiären Umfeld eines Hundes, nur ein geringer Teil der Beißunfälle erfolgt durch fremden Hunde. Besonders häufige Opfer sind Kinder im Alter zwischen 5 und 9 Jahren. Ein besonders hohes Risiko für das Auftreten von aggressivem Verhalten des Hundes besteht beim Hundebesitzer zu Hause, ein deutlich geringeres auf der Straße.
Wenn ein Hund das Verhalten oder die Handlungen einen Menschen als übergriffig oder bedrohlich empfindet, reagiert er meist zuerst mit Beschwichtigungssignalen. Wenn die Person diese Verhaltenssignale nicht erkennt, nicht beachtet oder falsch deutet, kann es dazu kommen, dass der Hund zubeißt. Insbesondere für eine Umarmung gibt es zwischen Hunden keine Entsprechung, sie kann von einem Hund als potenziell bedrohlich empfunden werden und ist bei Kindern eine häufige Ursache für Hundebisse ins Gesicht.
Neben anderen Randbedingungen wie falscher Zuchtauswahl und unzureichender Sozialisation des Hundes führt vor allem fehlende Sachkunde des Hundehalters dazu, dass der betreffende Hund gefährlich werden kann. Aggression von Hunden ist in hohem Maße kontextspezifisch: Hunde, die aggressives Verhalten Fremden gegenüber zeigen, tun das Familienmitgliedern gegenüber oft nicht. Das legt den Schluss nahe, dass Hunde lernen, in bestimmten Situationen aggressives Verhalten zu zeigen.
Eine Studie der Tierärztlichen Hochschule Hannover ergab, dass Halter von nicht-beißenden Hunden ihre Hunde besser beeinflussen konnten, die Interaktionen entspannter waren und die Halter den Hunden mehr Sicherheit vermittelten. Außerdem konnten sie das Verhalten ihrer Hunde besser einschätzen. Im Hinblick auf von Nichtfachleuten häufig geforderte Maßnahmen wie ständige Leinenpflicht und allgemeinen Maulkorbzwang zeigte Sandra Bruns auf, dass dadurch arttypische Sozialkontakte verhindert werden und mangelnde Auslastung und Frustration entstehen können, die als Stressauslöser die Hemmschwelle zu aggressivem Verhalten senken können. Zudem werden Hunde, die einen Maulkorb tragen, nicht selten intensiv angeschaut, was die Hunde als (vermeintlich) bedrohliche Situation wahrnehmen.
Praktische Hundbissprophylaxe wird in Merkblättern, beispielsweise von Stadtverwaltungen oder tierärztlichen Vereinigungen, beschrieben:
- niemals einen fremden Hund ohne die Zustimmung des Besitzers streicheln,
- niemals einen Hund von hinten anfassen,
- niemals einem zurückweichenden Hund nachgehen und ihn bedrängen,
- niemals einem Hund längere Zeit in die Augen schauen oder ihn anstarren, da er sich dadurch bedroht fühlen könnte (siehe Drohstarren),
- niemals davonrennen, da die meisten Hunde Interesse an sich bewegenden Lebewesen zeigen und hinterher rennen, im schlimmsten Fall ein Kind als zu jagende Beute ansehen könnten.
- niemals laut schreien, da der Hund dadurch irritiert wird und aggressiv reagieren könnte.

Einen bestehenden Angriff abzuwehren ist nur bedingt möglich. Als polizeiliche Maßnahmen werden gelehrt:
- Anbieten eines Beißobjektes, um den Hund auf Distanz zu halten
- Einsatz von Pfefferspray (mit dem Hinweis auf mögliche sehr unterschiedliche Wirkungen einschließlich verstärkter Aggression)
- Schusswaffengebrauch

### Hundebissprävention bei Kindern

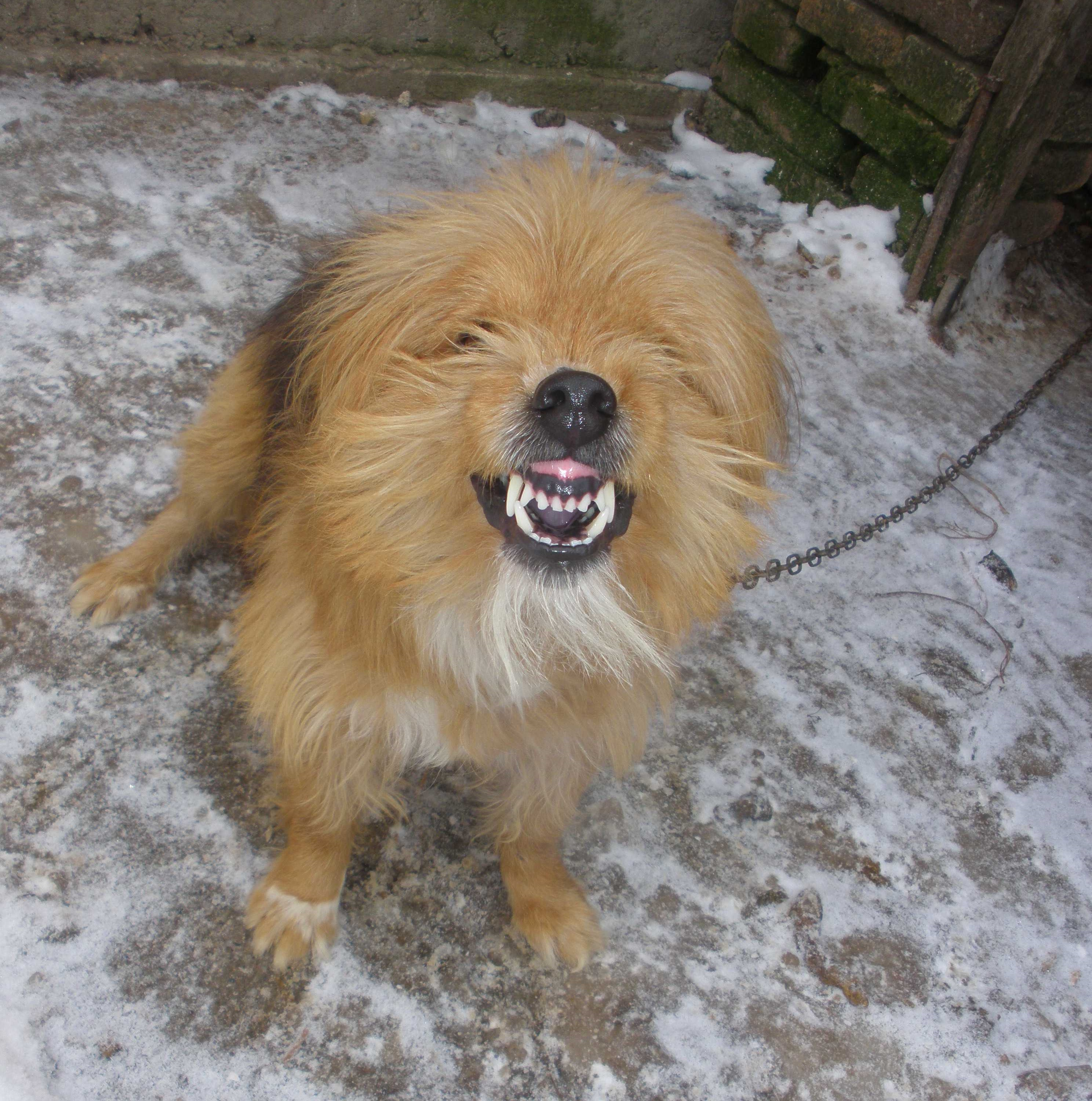
Zähnefletschen eines drohenden Hundes kann von Kindern irrtümlich als Lachen aufgefasst werden.

Bei Kindern sind Bissverletzungen im Gesicht besonders häufig. Ein Großteil dieser Verletzungen wird von Hunden der eigenen Familie oder anderen bekannten Hunden verursacht. Kinder im Alter von vier bis sieben Jahren sind nicht in der Lage, den Gesichtsausdruck von Hunden richtig zu deuten. Sie missdeuten beispielsweise seine Mimik beim Drohverhalten als Lachen. Das erhöht das Risiko für Bissverletzungen durch Hunde. Das Risiko, dass ein Kind gebissen wird, ist auch erhöht, wenn Eltern bzw. Betreuungspersonen den Eindruck haben, dass das Kind sanft mit dem Hund umgeht. Kinder zeigen ihre Zuneigung häufig durch Küssen und Umarmen des Hundes. Beides wird von Hunden jedoch eher als verwirrend und bedrohlich wahrgenommen und ist deshalb ein häufiger Auslöser für Hundebisse bei kleinen Kindern. Eine entsprechende Prävention ist daher von großer Bedeutung.
Der wichtigste Punkt bei der Bissprävention für Kinder ist, Hunde und Kleinkinder niemals unbeaufsichtigt zu lassen. Grund für diese Empfehlung ist das mangelnde Einschätzungsvermögen von Kindern für das Verhalten von Hunden sowie die Tatsache, dass es zu Situationen kommen kann, in denen aggressives Verhalten des Hundes gegenüber dem Kind als arttypische Reaktion zu betrachten ist (beispielsweise eine Bedrohungssituation aus der Perspektive des Hundes). Auch ein Auslösen von Beutefangverhalten beim Hund durch das Verhalten von Kindern ist möglich und in Berichten von Angriffen von Hunden auf Kinder beschrieben.
In der Schweiz publiziert das Bundesamt für Veterinärwesen die Broschüre „Tapsi, komm …“ („Truf’, viens...“/„Vieni Brillo...“), die Kindern das richtige Verhalten im Umgang mit Hunden näherbringen will.
In Großbritannien wurde das Programm Blue Dog („Blauer Hund“) entwickelt. Eine Evaluation ergab, dass dieses Programm zwar das Wissen bei Kindern über sicheren Umgang mit Hunden erhöht, nicht aber die praktische Umsetzung solchen Verhaltens, und dass weitere Forschung nötig sei, um effektive Intervention zu ermöglichen.
Das Heranführen von Kindern an das richtige Verhalten im Umgang mit Hunden wird von verschiedenen Vereinen und Ausbildungsstätten gefördert. Es gibt speziell geprüfte Schulhunde und Besuchshunde, die in Schulklassen eingesetzt werden können, um den Kindern zu helfen, Angst abzubauen und richtiges Verhalten zu üben. Durch den Verein Hunde helfen Menschen sind in Deutschland bereits über 350.000 Kinder in ihren Klassen geschult worden. Das Unterrichtskonzept ist auf neun- bis zwölfjährige Kinder ausgerichtet. In diesem Alter sind Kinder offen für Argumente und bereit, ihre Emotionen zu kontrollieren. Die Qualitätssicherung nach den Richtlinien der ESAAT (European Society for Animal Assisted Therapy mit Sitz in Wien an der Veterinärmedizinischen Universität Wien) verlangt eine ausführliche Schulung von Hund und Halter. Eine Metastudie aus dem Jahr 2015 kam zu dem Ergebnis, dass Videos die effektivste Methode sind, das Wissen von Kindern zu erhöhen, jedoch die Anleitung mit direktem Einsatz von Hunden wirksamer ist, um das Verhalten von Kindern zu verbessern.

## Folgen
Hundebisse können erhebliche Schäden anrichten. Es können Hautverletzungen, aber auch tiefere Wunden mit Zerreißungen der Muskulatur, von Sehnen oder Verletzungen von Gelenken und Knochen auftreten. Da die Mundhöhle eines Hundes niemals steril ist, besteht außerdem eine große Gefahr der Wundinfektion durch Bakterien. Die Inkubationszeit beträgt weniger als 13 Stunden. Die Gefahr ist größer, wenn Wunden oberflächlich verheilen, in der Tiefe aber Entzündungsvorgänge in Gang kommen. Darüber, ob Hundebisse genäht werden sollen, besteht kein Konsens. Die entsprechende Leitlinie Deutschen Gesellschaft für Kinderchirurgie sieht explizit innerhalb von 8–12 Stunden (im Gesicht aufgrund des kosmetischen Erfolges ab 12 Stunden) die primäre Wundversorgung vor. Insgesamt liegt die Gefahr einer Infektion bei 4 bis 25 Prozent. Eine Studie kam zu dem Ergebnis, dass die Infektionsrate bei genähten oder ungenähten Bisswunden vergleichbar hoch ist, das kosmetische Ergebnis nach dem Nähen jedoch besser ist. Zur Vermeidung von Infektionen ist die schnelle Behandlung wichtig. Eine prophylaktische Behandlung mit Antibiotika kann innerhalb von acht Stunden nach dem Biss erfolgen. Infektionen mit dem Tollwut-Virus spielen in Mittel- und Nordeuropa aufgrund der hohen Durchimpfung der Haushunde bzw. Tollwutfreiheit keine große Rolle, sie müssen dennoch bei jedem Biss in Betracht gezogen werden. Bei den v. a. in Südeuropa häufiger vorkommenden streunenden Hunden ist eine Tollwut-Notimpfung des gebissenen Menschen angebracht, in Asien führen Hundebisse immer wieder zu Tollwutinfektionen.

## Haftung
In Deutschland haftet der Halter eines Hundes gemäß § 833 Satz 1 BGB grundsätzlich verschuldensunabhängig für alle Schäden, die sein Hund verursacht (Gefährdungshaftung). Außer Sachschäden wie beschmutzte Kleidung und durch entlaufene Hunde verursachte Verkehrsunfälle kommt insbesondere die Schadensersatzpflicht für Bissverletzungen in Betracht. Neben den Heilungskosten kann auch ein Schmerzensgeldanspruch entstehen. Die Beträge können leicht die finanzielle Leistungsfähigkeit eines Hundehalters übersteigen.
Es gibt keine allgemeine, deutschlandweite Versicherungspflicht für Haftpflichtschäden für Hundehalter. In einzelnen Hundegesetzen sind Versicherungspflichten in unterschiedlichem Umfang für verschiedene Teilbereiche der Hundepopulation festgeschrieben. Beispielsweise besteht in Nordrhein-Westfalen für große Hunde (ab 20 kg Körpermasse oder 40 cm Schulterhöhe) eine Versicherungspflicht. In Niedersachsen müssen alle Hunde älter als 6 Monate versichert werden. Die Haftpflichtversicherung ist mit einer Mindestversicherungssumme in Höhe von 500.000 € für Personenschäden und in Höhe von 250.000 € für Sachschäden und sonstige Vermögensschäden abzuschließen und aufrechtzuerhalten. Als erstes Bundesland hat Hamburg im Hundegesetz eine Versicherungspflicht (1 Mio. € bei höchstens 500 € Selbstbeteiligung) für alle Hunde vorgeschrieben. In Berlin ist für Hunde eine Haftpflichtversicherung zur Deckung der durch den Hund verursachten Personen- und Sachschäden über eine Mindestdeckungssumme von 1 Mio. € je Versicherungsfall abzuschließen.

## Beißverhalten bei Artgenossen
In den meisten Fällen können Hunde durch Imponierverhalten, Drohen, Abschnappen (ohne Körperberührung) und Unterwerfungsgesten Konflikte klären. In manchen Fällen reichen diese Verhaltensweisen nicht aus. Es kann zu einem Kommentkampf („Rauferei“) kommen, der sich durch große Lautstärke und beeindruckende Gesten auszeichnet, jedoch ohne Verletzungen ausgehen soll. Kleine Verletzungen können versehentlich passieren.
Ein vergleichsweise seltener Ernst- oder Beschädigungskampf hingegen erscheint für die meisten Beobachter weniger gefährlich, da die Hunde nicht versuchen, einander zu beeindrucken, sondern schnell und meist lautlos kräftig beißen.
Das Verwaltungsgericht Schleswig trug diesen Erkenntnissen Rechnung, indem es in einem Urteil vom 23. März 2006 entschied, dass ein Hund, der einen anderen beißt, erst dann als gefährlich einzustufen sei, wenn dieser die artübliche Unterwerfungsgeste des gegnerischen Hundes nicht beachte, sondern trotzdem zubeiße.

## Beißstatistik
Die Weltgesundheitsorganisation geht davon aus, dass es weltweit jährlich zu mehreren 10 Millionen Bissverletzungen durch Hunde kommt.
Die am häufigsten Betroffenen sind Kinder, üblicherweise ist der Hund dem Opfer bekannt.

### Deutschland
Es gibt keine gemeinsame Beißstatistik für das gesamte Bundesgebiet. Nach einer Statistik aus Nordrhein-Westfalen, die auf Meldungen der Kommunen aufbaut, wurden im Jahr 2001 insgesamt 841 gemeldete Angriffe von Hunden (ohne Rassenpräferenz) auf Menschen mit Verletzungsfolgen sowie 1146 Angriffe von Hunden auf andere Hunde, davon 58 mit tödlichem Ausgang, amtlich gezählt.
Im Jahr 2004 wurden in Nordrhein-Westfalen 859 Menschenbeißvorfälle (bei 462.315 in NRW gehaltenen Hunden) amtlich gemeldet.
Über Ursache und Ausmaß der Verletzungen sagen diese Zahlen nichts aus. Es sind leichtere Unfälle wie auch schwerwiegende Fälle mit sehr schweren Bissverletzungen durch angreifende Hunde enthalten.
Nach Claudia Engfeld, der Sprecherin vom Senator für Justiz und Verbraucherschutz Thomas Heilmann, sei laut Statistik die Anzahl der Bissvorfälle in Berlin seit Einführung einer Rasseliste im Jahr 1999 von rund 300 pro Jahr auf aktuell 25 (Stand 12. 2013) zurückgegangen.

### Österreich
Laut der Freizeitunfallstatistik des Kuratoriums für Verkehrssicherheit müssen jährlich rund 5.900 Österreicher nach Hundeattacken im Spital behandelt werden. Ein Fünftel der Betroffenen sind Kinder. 80 Prozent der Verletzungen sind Bisswunden, 20 Prozent Kratzer und Verletzungen. Die häufigsten Verletzungen werden in Niederösterreich mit 1100 Vorfällen, gefolgt von Wien und Oberösterreich mit jeweils 1000 Verletzten registriert. Die wenigsten Vorfälle wurden in Vorarlberg und dem Burgenland mit jeweils 200 Verletzten gemeldet.

### Schweiz
Nach einer großanlegten Studie im Zeitraum September 2000 bis August 2001 wird die Zahl jährlich behandelter Bissverletzungen in der Schweiz auf etwa 10.000/Jahr geschätzt. Davon waren in 34 % der Fälle Hunde von Bekannten, in 24 % der Fälle sogar der eigene Hund Verursacher. Kinder werden doppelt so oft gebissen wie Erwachsene. Rüden beißen dreimal häufiger als Hündinnen und jüngere Hunde (<5 Jahre) häufiger als ältere. Überproportional häufig vertreten sind Schäferhunde und Rottweiler. Hundebissverletzungen unterstehen in der Schweiz der ärztlichen bzw. tierärztlichen Meldepflicht.

### USA
Ältere Studien (2008, 2009) kamen zu dem Ergebnis, dass in den USA jährlich mehr als 4 Millionen Personen durch Hundebisse betroffen sind, die Hälfte davon Kinder. In etwa 800.000 Fällen jährlich führte der Biss zu einer medizinischen Behandlung, 6.000 bis 13.000 Personen mussten stationär behandelt werden. Zwischen 16 und 19 Verletzte starben damals im Schnitt, bei steigender Tendenz.
Zwischen 2011 und 2021 starben in den Vereinigten Staaten im Schnitt jährlich 43 Personen durch Hundebisse, die Zahlen verdoppelten sich in diesem Zeitraum von 35 im Jahr 2018 auf 81 im Jahr 2021.

## Tödliche Hundeangriffe bzw. Hundebisse mit Todesfolge
Mögliche Todesursachen, die durch einen Hundeangriff verursacht werden können, sind u. a.: Gefäßverletzungen mit konsekutivem Verbluten, Luftembolie, Schädel-Hirn-Trauma, Herzinfarkt (als Folge einer Infektion), Genickbruch und Enthauptung, Ausbruch einer Tollwutinfektion, Blutvergiftung (Sepsis) oder Gehirnhautentzündung (Meningitis).

### Statistiken

#### Deutschland
In den Jahren 1998–2015 belegen die offiziellen Zahlen des Statistischen Bundesamtes zum Thema Hundebiss beim Menschen in Deutschland 0–8 Sterbefälle pro Jahr; im Durchschnitt ca. 3,6 Sterbefälle. 2007 trat der letzte importierte Tollwutfall in Deutschland auf, ein Mann wurde in Marokko von einem Hund gebissen, er starb einige Wochen später.

#### Österreich
In Österreich wurde 2019 ein Fokusreport Verletzungen durch Hundebisse bei Kindern bis zum 14. Lebensjahr veröffentlicht. Die Autoren kommen zu dem Schluss, dass pro Jahr statistisch gesehen in Mittel und Nordeuropa eine tödliche Hundeattacke auf 20 Millionen Einwohner kommt. Von den in Österreich von 2006 bis 2018 nach Unfällen verstorbenen 359 Kinder zwischen 0 und 14 Jahren sind insgesamt zwei tödliche Hundebisse (0,6 %) bekannt.

#### Kanada
Statistics Canada weist für die Jahre 2000 bis 2009 insgesamt 15 (jährlich zwischen 0 und 3) Todesfälle durch Gebissen- oder Gestoßenwerden von Hund aus.

#### Frankreich
Die nationale Gesundheitsbehörde Frankreichs (Agence nationale de santé publique) berichtet für 2012 von fünf Todesfällen infolge Gebissen- oder Gestoßenwerden von Hund.

#### Schweden
Zwischen 2008 und 2021 sind 49.575 Menschen mit der ICD-10-Diagnose W54 (Gebissen- oder Gestoßenwerden vov Hund) stationär und/oder ambulant betreut worden. Ungefähr 2 – 25 % der Verletzungen führen zu einer Infektion. Von 1997 bis 2021 starben 13 Menschen durch Bisse oder Angriffe durch Hunde, neun dieser Todesfälle ereigneten sich in den Jahren 2015 bis 2021.

### Veröffentlichte Studien

#### Europa
2023: Läkartidningen (Medizinisches Journal): Von einem Hund gebissen oder angegriffen – eine immer häufigere Diagnose
Die schwedischen Wissenschaftler sahen sich die Folgen von Hundebissen und Todesfälle durch Hunde an. Tödliche Hundeangriffe sind in Schweden selten, allerdings gibt es wie in anderen europäischen Ländern einen steigenden Trend. Die Schwere der Schäden durch Hunde reichen von Kratzern bis zum Verlust von Gliedmaßen. Als besonders gefährlich werden Angriffe von mehreren Hunden und von bestimmten Hundetypen beschrieben. Die Forscher kamen zu der Erkenntnis, dass bestimmte Hundetypen aufgrund ihrer Art, das Opfer zu beißen, zu halten und zu schütteln für besonders schwere Verletzungen sorgen. Als Hunde, die einen erwachsenen Menschen ohne Schwierigkeiten töten können, werden Rottweiler, American Bulldog, Cane Corso, Japanischer Tosa und Pit Bull genannt. Rassen wie der Amerikanische Staffordshire Terrier, der Rottweiler und der Deutsche Schäferhund verursachten in den genannten Studien die schwersten Verletzungen. Die schwedischen Todesfälle in den Jahren 2018 und 2019 wurden durch einen Hund der Rasse American Bulldog bzw. einem Hund der Kreuzung aus American Staffordshire Terrier und Rottweiler verursacht.
Die Forscher empfehlen den behandelnden Ärzten bei Verletzungen von Minderjährigen die Sozialbehörden zu verständigen, da sie das Risiko eines weitern Vorfalls als erhöht ansehen. 2022 wurde in Schweden eine Hundebesitzerin durch ihren American Staffordshire Terrier getötet. Derselbe Hund hatte zwei Jahre zuvor ihren zweijährigen Enkel angegriffen und schwer gebissen, doch die Polizei stellte die Ermittlungen ein und es gab keine Anzeige bei den zuständigen Behörden. Die Wissenschaftler weisen auch auf eine australische Studie hin, die besagt, dass bei älteren Menschen die Verletzungsgefahr durch „Gestoßenwerden“ (Anspringen eines Hundes) besonders hoch ist.
Als eine mögliche Erklärung für den Anstieg an Todesfällen sehen die Autoren eine Veränderung in der Art und Weise, wie Menschen Hunde halten und mit ihnen interagieren, sowie ein höherer Anteil von Hochrisikorassen in der Bevölkerung. Kräftig gebaute und „hart beissende“ Hunde erfreuen sich in Schweden großer Beliebtheit und stellen laut den Autoren ein ernstes Risiko dar, wenn sie in Familien mit Kindern gehalten werden. Auch ältere Menschen gelten als besonders anfällig für Angriffe kräftig gebauter Hunde. Als ein weiteres Gesundheitsrisiko sehen die Autoren importierte und geschmuggelte Hunde, da diese in Fällen von Körperverletzung häufig aufscheinen und das zusätzliche Risiko einer Tollwutinfektion in sich tragen.
2017: Rechtsmedizin – Tödliche Attacken von Hunden auf Kinder
Eine Studie aus 2017 untersuchte 4 Fälle von tödlichen Hundeattacken auf Kinder. Bei den untersuchten Angriffen, waren jeweils mindestens zwei Hunde beteiligt und die Opfer wiesen schwerwiegende Verletzungen lediglich im Kopf- und Halsbereich auf. Aufgrund der Verletzungsmuster gehen die Autoren von einem möglichen Zusammenhang mit dem Jagdverhalten von Hunden aus.
2001: Rechtsmedizin – Tödliche Hundebisse im Sektionsgut rechtsmedizinischer Institute Ergebnisse einer Fragebogenaktion
Mit Hilfe von Fragebögen, die an alle rechtsmedizinischen Institute in Deutschland, der Schweiz und Österreich geschickt wurden, wurden Daten über tödliche Hundebiss gewonnen. Von 13 Instituten konnten 20 Fälle ausgewertet werden. Zu den Todesursachen zählten: Verbluten (11 Fälle), schwere Infektion (3 Fälle), Schädel-Hirn-Trauma (5 Fälle) und Halsverletzungen (7 Fälle). Ein Polytrauma wiesen 11 Fälle auf. Als Hundetyp wurden großrahmige Rassen (Deutscher Schäferhund und Rottweiler) beschrieben. In 10 Fällen handelte es sich um den Familienhund.